# Franciszek Masiak
Franciszek Masiak (ur. 3 października 1906 w Powsinie k. Warszawy, zm. 5 kwietnia 1993 w Warszawie) – polski rzeźbiarz. Absolwent Akademii Sztuk Pięknych w Warszawie.

## Życiorys

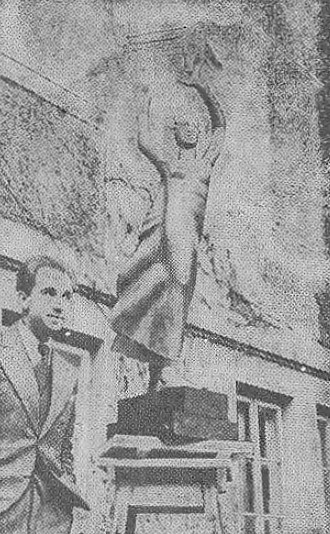
Franciszek Masiak i rzeźba „Polonia Restituta” (1937)

Urodził się w rodzinie Józefa i Agnieszki z Kłosów. W latach 1929–1934 studiował rzeźbę w Akademii Sztuk Pięknych w Warszawie, pod kierownictwem Tadeusza Breyera. Pracę magisterką obronił w 1938, a następnie pozostał na uczelni na stanowisku asystenta.
Po II wojnie światowej wrócił na krótko do warszawskiej ASP, gdzie w latach 1947–1950 był zastępcą Bohdana Pniewskiego w Pracowni Rzeźby Monumentalnej. W 1937 w Paryżu otrzymał srebrną nagrodę za rzeźbę Polonia Restituta, która zdobiła polski pawilon na wystawie światowej Sztuka i Technika (rok później rzeźba ta trafiła na szczyt Gubałówki).
W latach 1935–1939 był członkiem Związku Rzeźbiarzy oraz ugrupowania artystycznego Blok, zaś od 1946 Sekcji Rzeźby Związku Polskich Artystów Plastyków.

## Twórczość

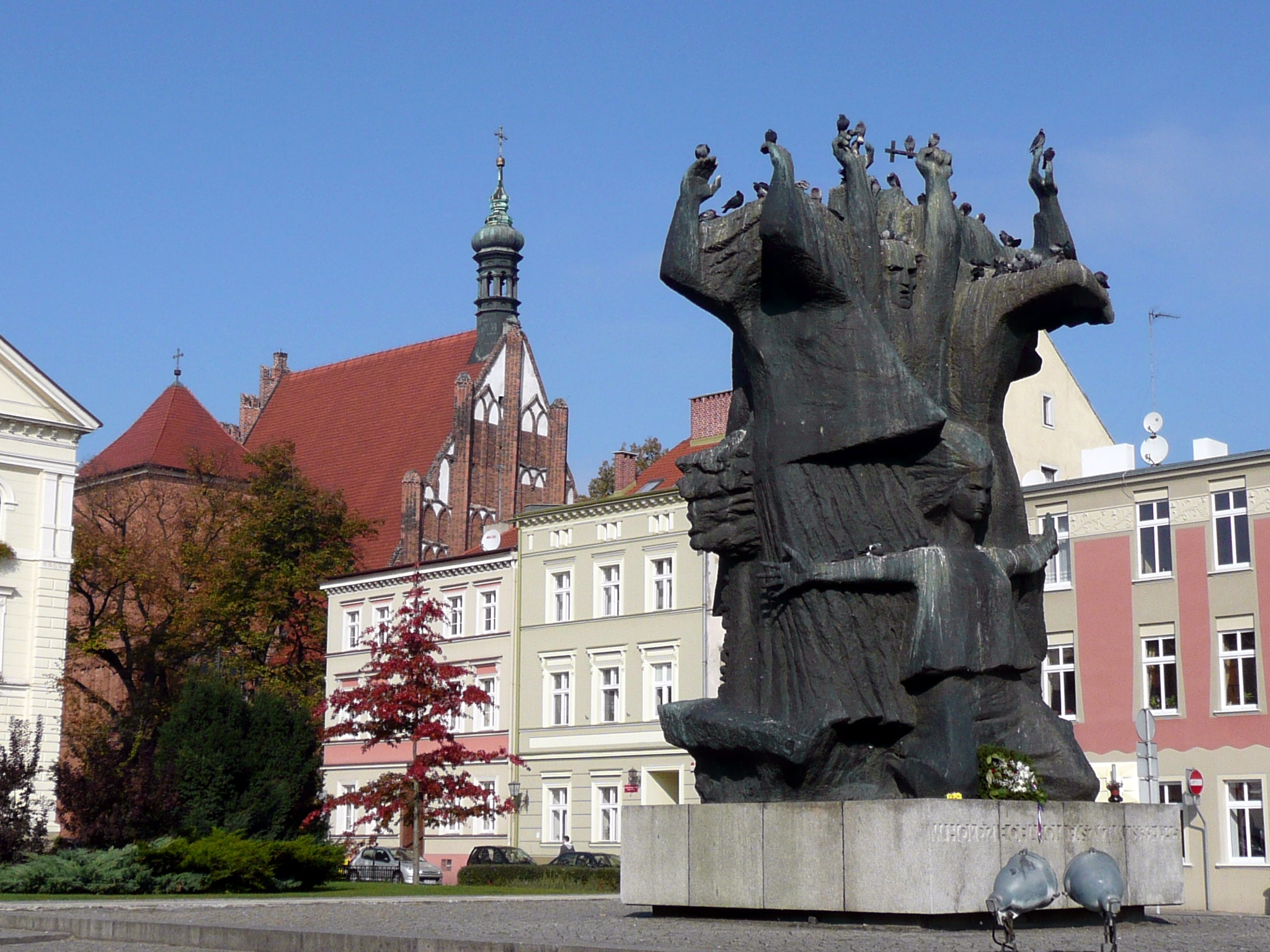
Pomnik Walki i Męczeństwa Ziemi Bydgoskiej na rynku w Bydgoszczy, autorstwa Franciszka Masiaka

W jego twórczości dominuje rzeźba (monumentalna – jak granitowe „Dziecko stojące” z 1938 r. i studyjna - jak „Głowa Babci” w granicie z 1944 r.), ale wśród jego prac trafiają się również płaskorzeźby w gipsie (cykl kompozycji o wspólnym tytule „Dyskusje”), glinie, kamieniu, drewnie i brązie. 
Od końca lat 50. artysta, zmęczony socrealizmem, przeszedł do form bardziej aluzyjnych i unowocześnionych, stosując często nowe materiały (np. żywice sztuczne) i łącząc w jednym dziele różne techniki, np. „Ptaki Kosmosu I” z 1961 r., wykonane z cementu i mozaiki.
Część prac z okresu międzywojennego i powstałych w czasie II wojny światowej uległa zniszczeniu. Jego prace znajdują się, m.in.: w Muzeach Narodowych w Warszawie i Krakowie, w budynku Sejmu oraz Muzeum Polskim w Chicago.
Ważną rolę w twórczości Franciszka Masiaka odgrywała tematyka patriotyczna i martyrologiczna, co widać zwłaszcza na przykładzie zaprojektowanych i wykonanych przez niego pomników, jak choćby Pomnik Ofiar Oświęcima (1952) i Pomnik Bohaterów Warszawy (1965), Pomnik Walki i Męczeństwa Społeczeństwa Bydgoszczy i Ziemi Bydgoskiej (1969), czy Pomnik Poległych Bohaterów 7 Pułku Piechoty Legionów (1933).
Zmarł 5 kwietnia 1993 r. Spoczywa na cmentarzu Powązkowskim w Warszawie (kwatera 326-5-26).

## Wybrane wystawy

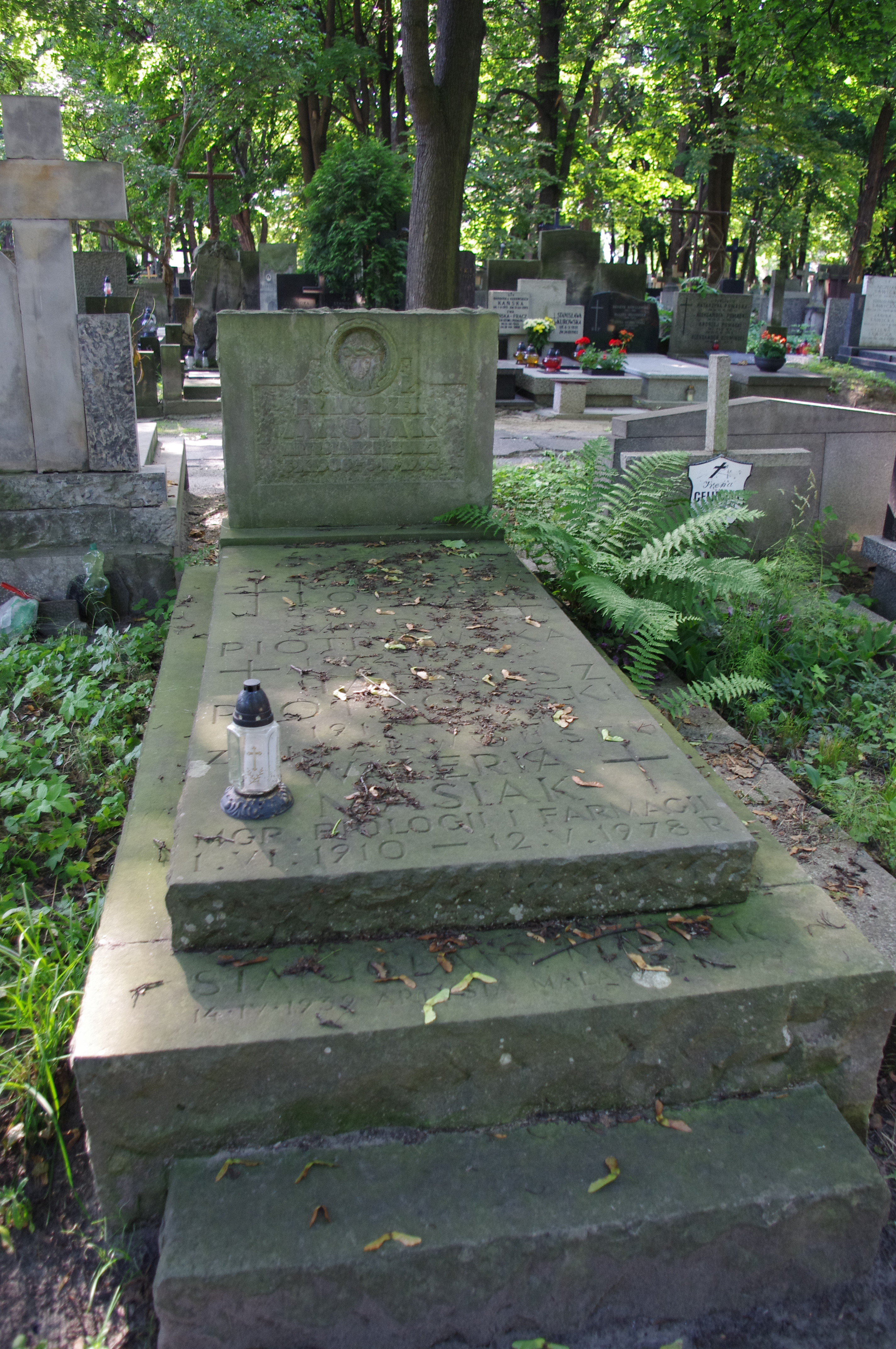
Grób rzeźbiarza Franciszka Masiaka na cmentarzu Powązkowskim w Warszawie

- 1931 – „Sport w sztuce” w Instytucie Propagandy Sztuki w Warszawie (II nagroda za rzeźbę „Ostatnia strzała”)
- 1936 – „Sport w sztuce" w Berlinie (wyróżnienie honorowe za rzeźbę „Pływak”)
- 1937 – „Międzynarodowa Wystawa Sztuki i Techniki” w Paryżu (II nagroda za rzeźbę „Polonia Restituta”)
- 1948 – „Wystawa Ziem Odzyskanych” we Wrocławiu
- 1952 – 3. Ogólnopolska Wystawa Plastyki w Warszawie
- 1984 – „Rzeźba polska 1944–1984” w Poznaniu.

## Ordery i odznaczenia
- Złoty Krzyż Zasługi (11 lipca 1955)[5]
- Medal 10-lecia Polski Ludowej (19 stycznia 1955)[6]